# Ha-Kibuc ha-me'uchad

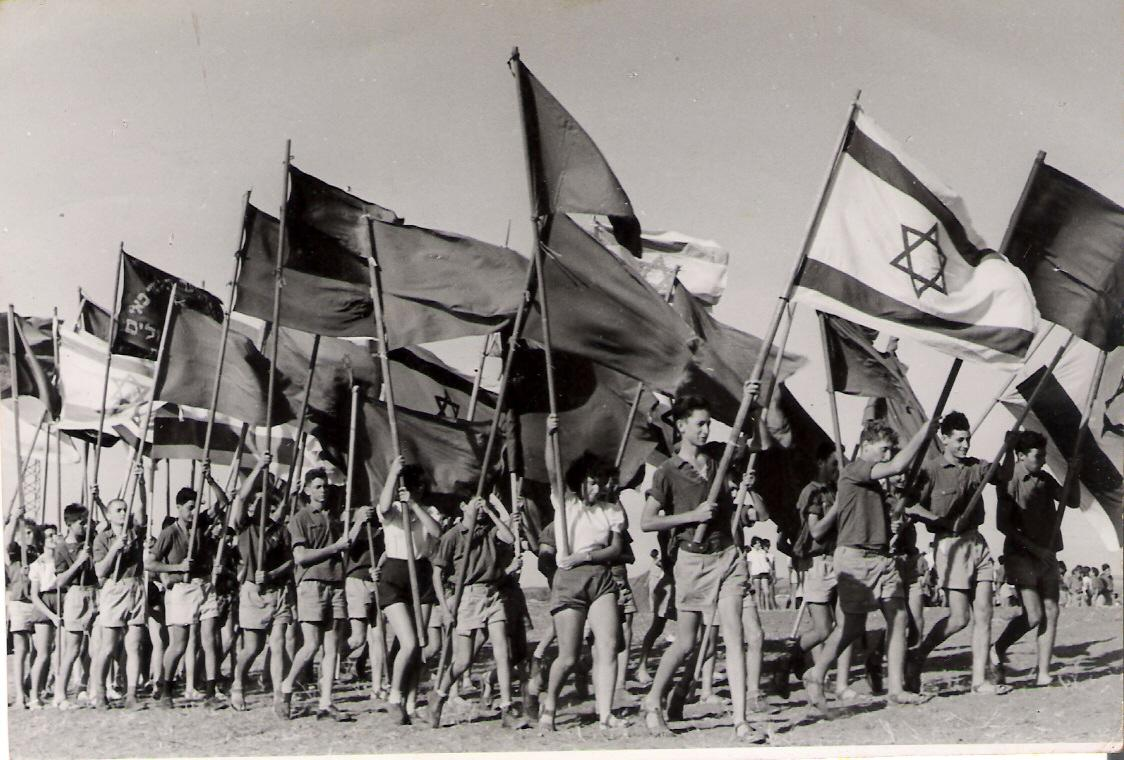
Členové hnutí ha-Kibuc ha-me'uchad na přehlídce v roce 1951

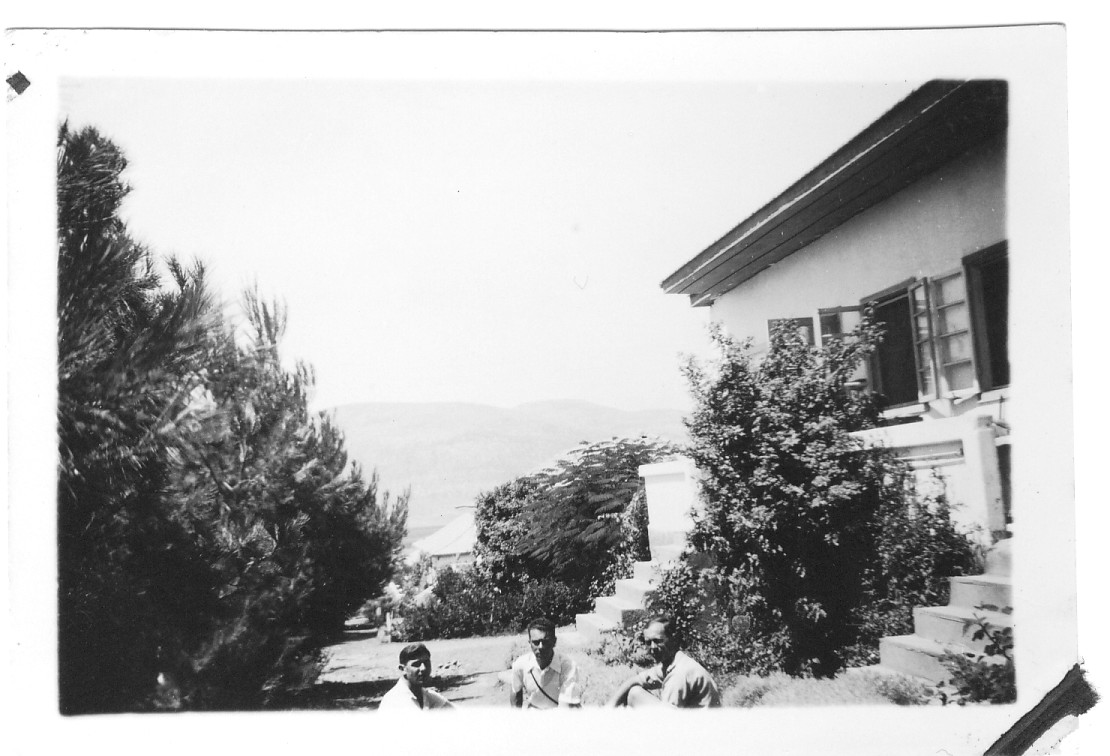
Kibuc Ejn Charod ve 30. letech 20. století

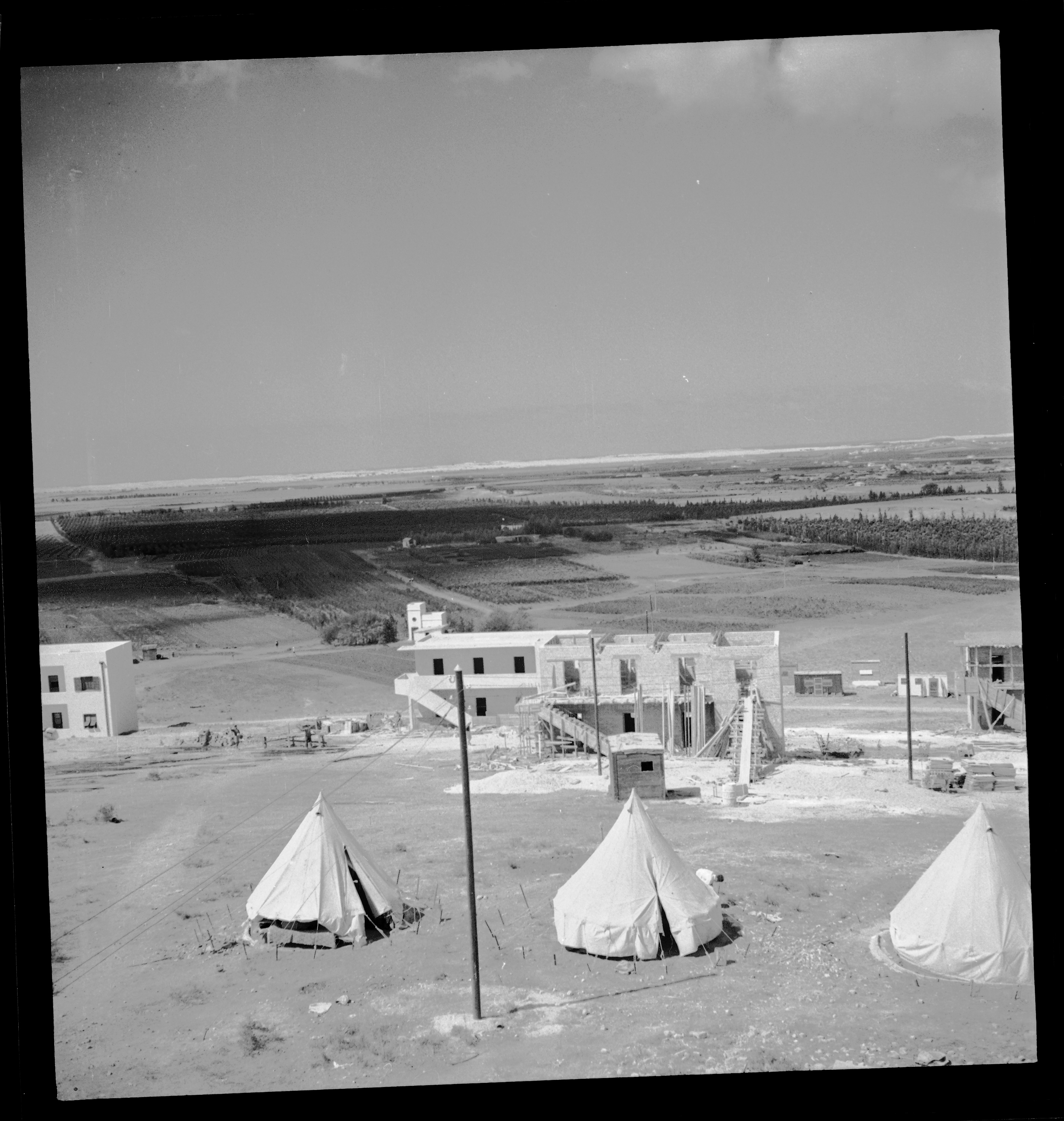
Počátky osidlování kibucu Giv'at Brenner

ha-Kibuc ha-me'uchad (hebrejsky: הקיבוץ המאוחד, doslova Sjednocený kibuc) byla zemědělská a osadnická sionistická organizace sdružující v letech 1927–1979 některé kolektivně hospodařící vesnice typu kibuc v Izraeli.

## Založení organizace a rozkol
Vznikla 5. srpna 1927. Ve 40. letech 20. století ještě členové hnutí inklinovali k dominantní středolevé straně Mapaj, po jejímž rozkolu v roce 1944 přešli k Achdut ha-avoda, která pak roku 1945 fúzovala s hnutím ha-Šomer ha-ca'ir do nové levicové formace Mapam. Politické a ideologické rozpory v rámci hnutí se vyostřily počátkem 50. let 20. století. Šlo zejména o hodnocení politiky SSSR. Na konferenci konané v kibucu Na'an roku 1951 se více centristicky orientovaná část hnutí ha-Kibuc ha-me'uchad bližší straně Mapaj odtrhla a utvořila novou organizaci, Ichud ha-kvucot ve-ha-kibucim. Čtyři kibucy dokonce byly kvůli rozkolu administrativně rozděleny na dvě samostatné obce, včetně zakladatelského kibucu Ejn Charod. V roce 1953 pak napětí opět zesílilo. V Ejn Charod došlo v lednu toho roku ke třem násilným incidentům mezi stoupenci obou politických táborů.

## Ideologie
Členové hnutí prosazovali rozvoj kibuců neomezený počtem osadníků (preference pro větší sídla místo malých komun), zdůrazňovali otevřenost kibuců vůči novým osadníkům bez ohledu na to, o absolventy jakého mládežnického hnutí šlo. Ekonomicky upřednostňovali založit hospodaření kibuců na zemědělství i průmyslu. Důchovním otcem hnutí a jeho hlavním ideologem byl Jicchak Tabenkin. První kibucem zřízeným podle těchto principů byl, ještě před vznikem samotné organizace, Ejn Charod v roce 1921, u jehož vzniku stály pracovní oddíly Gdud ha-avoda (část jejich členů pak spoluzakládala hnutí ha-Kibuc ha-me'uchad). Samotné hnutí bylo ustaveno na konferenci konané roku 1927 v Petach Tikva. Roku 1929 se do něj zapojily i některé další eixstující kibucy. Ideologicky bylo hnutí vyprofilováno na druhé konferenci konané roku 1936 v osadě Jagur. Ve 30. letech 20. století přikročilo vedení ha-Kibuc ha-me'uchad k organizování tajné židovské imigrace. V roce 1942 se hnutí podílelo na vzniku elitních židovských ozbrojených složek, oddílů Palmach, kterým po dohodě poskytlo práci a výcvikové prostory v kibucech. Jako připomínku holokaustu a židovského protinacistického odboje provozovalo hnutí muzeum ve vesnici Lochamej ha-Geta'ot. Dále podporovalo umělecké muzeum ha-Miškan ha-omanut v Ejn Charod.

## Překonání rozkolu a integrace do kibucového hnutí
V roce 1964 pod tuto organizaci spadalo 58 kibuců s celkovým počtem obyvatel 24 000. V roce 1968 šlo stále o 58 osad s populací cca 25 000, přičemž Giv'at Brenner s počtem obyvatel přes 1600 byl nejlidnatějším kibucem v Izraeli. Vesnice začleněné do ha-Kibuc ha-me'uchad obdělávaly 50 000 dunamů (50 kilometrů čtverečních) zemědělské půdy a provozovaly 45 průmyslových podniků s ročním obratem cca 50 milionů Izraelských liber.
V průběhu 2. poloviny 20. století postupně vyhasínaly ideologické spory na izraelské levici. S tím se otevřela možnost překonání rozkolu z roku 1951. 23. června 1979 došlo ke spojení ha-Kibuc ha-me'uchad a Ichud ha-kvucot ve-ha-kibucim do nové organizace nazvané ha-Tnu'a ha-kibucit ha-me'uchedet (Sjednocené kibucové hnutí, akronym Takam). Integrační proces pak pokračoval dál a roku 2000 se ha-Tnu'a ha-kibucit ha-me'uchedet sloučila s další organizací sdružující některé kibucy ha-Kibuc ha-arci a vznikla tím organizace ha-Tnu'a ha-kibucit (Kibucové hnutí).